# Grauuhu
Der Grauuhu (Bubo cinerascens), auch Sprenkeluhu, Wellenuhu oder Nördlicher Fleckenuhu genannt, ist eine Art aus der Familie der Eigentlichen Eulen. Er kommt ausschließlich in Afrika vor. Der Grauuhu galt lange Zeit als eine Unterart des Fleckenuhus, wird aber in jüngerer Literatur als eigenständige Art behandelt.

## Merkmale
Der Grauuhu ist eine verhältnismäßig kleine Uhu-Art. Er erreicht eine Körperlänge von etwa 43 Zentimetern und wiegt etwa 500 Gramm. Die Gefiederfarbe ist graubraun. Die Federohren sind etwas weniger auffallend als beim Fleckenuhu. Die Körperoberseite ist sehr fein gesprenkelt. Auf der Körperunterseite weist das Gefieder neben der feinen Sprenkelung auch feine Querzeichnungen auf. Auf der Vorderbrust finden sich außerdem einige dunkle Flecken. Die Augen sind dunkelbraun. 
Im Verbreitungsgebiet des Grauuhus kommen mehrere weitere Uhu-Arten vor. Der Fleckenuhu ist sehr ähnlich, aber etwas größer mit längeren Federohren und einer mehr quergestreiften Körperunterseite. Der Kapuhu ist deutlich größer und kräftiger gebaut. Er hat orangegelbe Augen und die Körperunterseite ist deutlich gefleckt.

## Verbreitung und Lebensraum
Der Grauuhu kommt in Afrika südlich der Sahara vor. Sein Verbreitungsgebiet reicht von Senegal, Gambia und Kamerun in östlicher Richtung bis nach Äthiopien, Somalia, Südsudan, den Norden Kenias und den Norden Ugandas. Die Art ist ein Standvogel. Während der heißen Jahreszeit zieht er jedoch gelegentlich in höhere Lagen, um der Hitze zu entgehen. Sein Lebensraum sind felsige Halbwüsten, offene und halboffene Savannen mit Dornbüschen und vereinzelten Bäumen, felsige Berghügel und offene Hügellandschaften. Typischerweise ist sein Lebensraum arid. Er meidet dichte Wälder und Regenwälder.

## Lebensweise
Der Grauuhu ist überwiegend nacht- und dämmerungsaktiv. Er übertagt in Felsspalten, im Blattwerk von Bäumen oder auf dem Erdboden unter Sträuchern und zwischen Felsen. Sein Nahrungsspektrum umfasst größere Insekten und Spinnen, kleine Säugetiere und Vögel, Eidechsen und Frösche. Die Fortpflanzungsbiologie ist noch nicht abschließend untersucht. Die flache Nistmulde wird meistens direkt auf dem Boden gescharrt und befindet sich an geschützten Stellen unter einem Felsüberhang oder zwischen größeren Steinen. Das Gelege besteht aus zwei bis drei Eiern. Die Brutzeit und der Zeitpunkt, zu dem die Jungvögel flügge werden, sind bislang nicht bekannt. Vermutlich ähnelt die Fortpflanzungsbiologie aber der des Fleckenuhus.

## Belege

### Einzelbelege
1. ↑   König et al., S. 332
2. ↑   König et al., S. 331